# 두아르테주

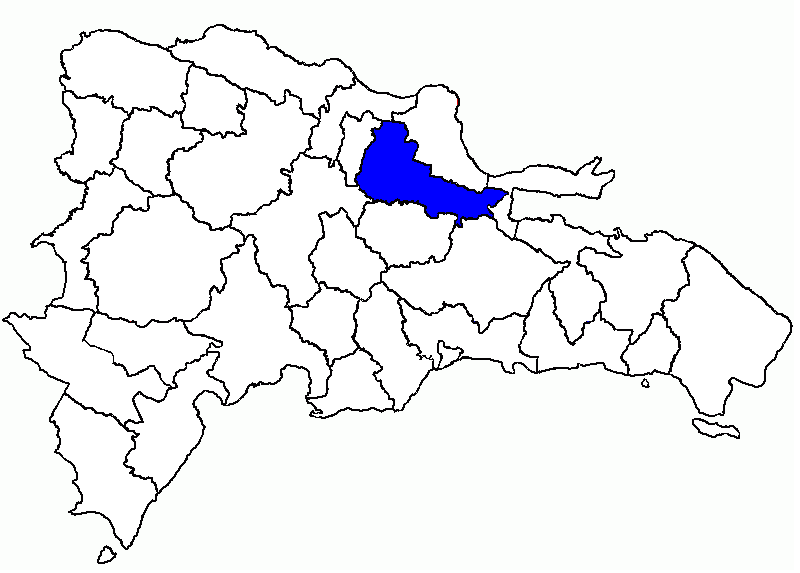
두아르테 주의 위치

두아르테주(스페인어: Duarte)는 도미니카 공화국 북동부에 위치한 주로 주도는 산프란시스코데마코리스이며 면적은 1,605.35km2, 인구는 338,649명(2014년 기준)이다. 1896년에 신설되었으며 주 이름은 도미니카 공화국의 건국자 가운데 하나인 후안 파블로 두아르테(Juan Pablo Duarte)에서 유래된 이름이다.
북쪽으로는 마리아트리니다드산체스 주와 에스파이야트 주, 동쪽으로는 사마나 주, 남쪽으로는 몬테플라타 주와 산체스라미레스 주, 서쪽으로는 에르마나스미라발 주, 라베가 주와 접한다. 7개 지방 자치체와 11개 지구를 관할한다.